# Liste der Kulturdenkmale in Großschweidnitz

Wappen von Großschweidnitz

In der Liste der Kulturdenkmale in Großschweidnitz sind sämtliche Kulturdenkmale der sächsischen Gemeinde Großschweidnitz verzeichnet, die bis September 2024 vom Landesamt für Denkmalpflege Sachsen erfasst wurden (ohne archäologische Kulturdenkmale). Die Anmerkungen sind zu beachten.
Diese Liste ist eine Teilliste der Liste der Kulturdenkmale im Landkreis Görlitz.

## Liste der Kulturdenkmale in Großschweidnitz
| Bild                                    | Bezeichnung | Lage                                                                         | Datierung                                                                                                   | Beschreibung | ID       |
| --------------------------------------- | --- | ---------------------------------------------------------------------------- | --- | --- | -------- |
|                                         | Bahnstrecke Zittau–Löbau (Sachgesamtheit) | (Flurstücke 613/7, 614, 597/2, 609/1, 608/2, 605, 592/2, 615/7) (Karte)      | 1845 bis Ende 19. Jahrhundert                                                                               | Sachgesamtheitsbestandteil der Sachgesamtheit Eisenbahn Löbau–Zittau, Abschnitt Großschweidnitz, mit folgenden Einzeldenkmalen: Durchlass südlich der Bahnstrecke (Obj. 08992547), Bahnhof Neucunnersdorf (Anschrift: Leinenindustrie 1, Obj. 08992546), Brücke über die Eisenbahn bei km 55,6 (Obj. 08960419), Pulverhaus beim Eisenbahnviadukt in Nähe Zum Stellwerk/K 8674 (Obj. 09304456) und Höllengrund-Viadukt am Ortsausgang Richtung Dürrhennersdorf (Obj. 08960418), siehe auch Sachgesamtheitsdokument in der Denkmalliste der Stadt Löbau (Obj. 08992544); verkehrsgeschichtlich und technikgeschichtlich von Bedeutung | 09302436 |
| Direkt Bild zu diesem Denkmal hochladen | Brücke über die Eisenbahn bei km 55,6 (Einzeldenkmal zu ID-Nr. 09302436) | (Flurstück 615/7) (Karte)                                                    | 1848 eröffnet                                                                                               | Einzeldenkmal der Sachgesamtheit Bahnstrecke Zittau–Löbau; baugeschichtlich und verkehrsgeschichtlich von Bedeutung, Bogenbrücke aus Granit | 08960419 |
| Weitere Bilder                          | Viadukt Höllengrund (Einzeldenkmal zu ID-Nr. 09302436) | (Flurstücke 609/1, 608/2, 605) (Karte)                                       | Vor 1848 | Einzeldenkmal der Sachgesamtheit Bahnstrecke Zittau–Löbau; baugeschichtlich und verkehrsgeschichtlich von Bedeutung, sieben hohe Bögen, Granitstein | 08960418 |
| Direkt Bild zu diesem Denkmal hochladen | Straßenbrücke über einen Wasserlauf | (bei Gasthof Schwimmer, Ebersdorfer Weg 2 und gegenüber Steinweg 15) (Karte) | Bezeichnet mit 1828                                                                                         | Verkehrsgeschichtlich von Bedeutung, Bogenbrücke mit Inschrifttafel | 08960466 |
| Weitere Bilder                          | Pulverhaus, gebaut zur Aufbewahrung des Pulvers zu möglicher kriegsbedingter Sprengung des Viadukts (Einzeldenkmal zu ID-Nr. 09302436)                                                                        | (nahe Stellwerk / K 8674) (Karte)                                            | 1871 | Einzeldenkmal der Sachgesamtheit Bahnstrecke Zittau–Löbau; seltenes Zeugnis der deutschen Eisenbahn-Militärgeschichte im Spannungsfeld des neu gegründeten Deutschen Reiches unter preußischer Vorherrschaft und der k. u. k. Monarchie | 09304456 |
| Direkt Bild zu diesem Denkmal hochladen | Wohnhaus der Quellmühle (hier lange vor Duncan) sowie Kontorgebäude der Textilfabrik Duncan | August-Bebel-Straße 12 (Karte)                                               | Um 1800 (Wohnhaus); bezeichnet mit 1916 (Kontorhaus)                                                        | Wohnhaus der Mühle Obergeschoss Fachwerk verbrettert, Kontorhaus im Reformstil, mit reicher Innenausstattung, baugeschichtlicher und ortsgeschichtlicher Wert | 08960454 |
| Direkt Bild zu diesem Denkmal hochladen | „Engelei“: Produktionsgebäude und angebautes Toilettenhaus der ehemaligen Textilfabrik Duncan | August-Bebel-Straße 12 (gegenüber) (Karte)                                   | Bezeichnet mit 1907                                                                                         | Produktionsgebäude mit Lisenen-Kolossalordnung und Bogenfenstern, Relikte der ortsgeschichtlich und architektonisch bedeutsamen Anlage, technikgeschichtlich von Bedeutung, Fabrik 1870 gegründet vom Engländer Sir William Duncan als Garnbleiche, deshalb »englische Bleiche« oder »Engelei« genannt, 1905 Umwandlung in »Duncan's Leinenindustrie AG« | 08960453 |
| Direkt Bild zu diesem Denkmal hochladen | Fabrikantenvilla (Villa Duncan) | August-Bebel-Straße 14 (Karte)                                               | 1875 | Baugeschichtlich und ortsgeschichtlich von Bedeutung, über die Zeit wohl etwas verändert, aber mit Teilen der originalen Innenausstattung und Fassadengestaltung, dabei Freitreppen | 09299691 |
| Direkt Bild zu diesem Denkmal hochladen | Wohnstallhaus (Umgebinde) und zwei Seitengebäude eines Bauernhofes sowie zwei alte Blitzableiter am Wohnstallhaus                                                                                             | Bahnhofstraße 1 (Karte)                                                      | Um 1850 | Baugeschichtlich von Bedeutung, Wohnstallhaus Obergeschoss Fachwerk und mit dem im Ort seltenen Umgebinde, erhaltene Struktur eines Hufenhofes, Blitzableiter von technikgeschichtlichem Interesse | 08960428 |
| Direkt Bild zu diesem Denkmal hochladen | Wohnhaus | Bahnhofstraße 8 (Karte)                                                      | Um 1905/1910                                                                                                | Baugeschichtlich und ortsgeschichtlich von Bedeutung, Wohnhaus für Krankenhausbedienstete der Landesanstalt, Gründerzeitgebäude, Giebelseiten Zierfachwerk, oberes Halbgeschoss verschiefert, ursprünglich erhaltenes Ensemble | 08960449 |
| Direkt Bild zu diesem Denkmal hochladen | Wohnhaus, dahinter Waschhaus/Schuppen | Bahnhofstraße 10 (Karte)                                                     | Um 1905/1910                                                                                                | Baugeschichtlich und ortsgeschichtlich von Bedeutung, Wohnhaus für Krankenhausbedienstete der Landesanstalt, Gründerzeitgebäude, oberes Halbgeschoss Fachwerk, teils verschiefert, Erdgeschoss Rauputz | 08960448 |
| Direkt Bild zu diesem Denkmal hochladen | Wohnhaus | Bahnhofstraße 13 (Karte)                                                     | Nach 1900                                                                                                   | Baugeschichtlich und ortsgeschichtlich von Bedeutung, Wohnhaus für Krankenhausbedienstete der Landesanstalt, Gründerzeitgebäude, Giebel Zierfachwerk, gestaltende Holzerker | 08960447 |
| Direkt Bild zu diesem Denkmal hochladen | Wohnhaus | Bahnhofstraße 15 (Karte)                                                     | Nach 1900                                                                                                   | Baugeschichtlich und ortsgeschichtlich von Bedeutung, Wohnhaus für Krankenhausbedienstete der Landesanstalt, Gründerzeitgebäude, recht aufwendig dekoriert | 08960446 |
| Direkt Bild zu diesem Denkmal hochladen | Wohnhaus | Birnenallee 3 (Karte)                                                        | Um 1905/1910                                                                                                | Baugeschichtlich und ortsgeschichtlich von Bedeutung, Wohnhaus für Krankenhausbedienstete der Landesanstalt, Gründerzeitgebäude, verschiefertes Fachwerk-Dachgeschoss, weitgehend ursprünglich erhalten | 08960452 |
| Direkt Bild zu diesem Denkmal hochladen | Wohnhaus | Birnenallee 5 (Karte)                                                        | Um 1900 | Baugeschichtlich und ortsgeschichtlich von Bedeutung, Wohnhaus für Krankenhausbedienstete der Landesanstalt, verschiefertes Fachwerk-Obergeschoss, weitgehend ursprünglich erhalten | 08960451 |
| Weitere Bilder                          | Ehemalige Landesanstalt Großschweidnitz (Sachgesamtheit) | Dr.-Max-Krell-Park 41 (Karte)                                                | 1898–1902                                                                                                   | Sachgesamtheit ehemalige Landesanstalt Großschweidnitz, mit 35 Krankenhausgebäuden, Anstaltskirche und Kriegerdenkmal für die Toten des Weltkrieges (siehe auch Einzeldenkmalliste – Obj. 08960442, Obj. 08960441 und Obj. 08960450) sowie dem parkartig gestalteten Gelände (Gartendenkmal) und der Krankenhausgärtnerei; baugeschichtlich und regionalgeschichtlich von Bedeutung, einheitliche Gestaltung in Material und Farbigkeit: gelbe Klinkerbauten, für die Ornamentierungen mit rotem Backstein abgesetzt, vielfach Dachüberstände, ebenso Verwendung von Holzelementen (Lauben, Zierfachwerk) – Einfluss des Schweizerstils, mehrere sich wiederholende Grund- und Aufrisstypen, einige Gebäude in den 1910er Jahren im zeittypischen Reformstil als Putzbauten ergänzt | 09302415 |
| Direkt Bild zu diesem Denkmal hochladen | Kriegerdenkmal für die Toten des Weltkrieges (Einzeldenkmal zu ID-Nr. 09302415) | Dr.-Max-Krell-Park (am Eingang des Landeskrankenhauses) (Karte)              | Bezeichnet mit 1948                                                                                         | Einzeldenkmal der Sachgesamtheit ehemalige Landesanstalt Großschweidnitz; ortsgeschichtlich von Bedeutung, zirka vier Meter hohe Stele mit Inschrift | 08960450 |
| Weitere Bilder                          | Anstaltskirche (Einzeldenkmal zu ID-Nr. 09302415) | Dr.-Max-Krell-Park (Karte)                                                   | 1902 | Einzeldenkmal der Sachgesamtheit ehemalige Landesanstalt Großschweidnitz; baugeschichtlich und ortsgeschichtlich von Bedeutung, Kirche in Neorenaissanceformen, gelber Klinker, mit rotem Backstein abgesetzt, Material und Farbe wie alle Bauten des Krankenhausgeländes | 08960441 |
| Weitere Bilder                          | 35 Krankenhausgebäude, die Häuser 4, 5, 6, 7, 8, 9, 10, 11, 12, 13, 14, 15, 16, 17, 18, 19, 22, 23, 24, 25, 26, 27, 28, 29, 30, 31, 32, 33, 34, 35, 36, 37, 41, 42 und 43 (Einzeldenkmale zu ID-Nr. 09302415) | Dr.-Max-Krell-Park 41 (Karte)                                                | 1898–1902                                                                                                   | Einzeldenkmale der Sachgesamtheit ehemalige Landesanstalt Großschweidnitz; baugeschichtlich und regionalgeschichtlich von Bedeutung, einheitliche Gestaltung in Material und Farbigkeit: gelbe Klinkerbauten, für die Ornamentierungen mit rotem Backstein abgesetzt, vielfach Dachüberstände, ebenso Verwendung von Holzelementen (Lauben, Zierfachwerk) – Einfluss des Schweizerstils, mehrere sich wiederholende Grund- und Aufrisstypen, einige Gebäude in den 1910er bis 1950er Jahren im zeittypischen neoklassizistischen Stil als Putzbauten ergänzt | 08960442 |
| Direkt Bild zu diesem Denkmal hochladen | Wohnhaus | Ebersdorfer Weg 1 (Karte)                                                    | Bezeichnet mit 1819                                                                                         | Baugeschichtlich von Bedeutung, Obergeschoss Fachwerk zweifarbig verschiefert, straßenbildprägend | 08960458 |
| Direkt Bild zu diesem Denkmal hochladen | Scheune eines Häusleranwesens | Ebersdorfer Weg 3 (Karte)                                                    | 1. Hälfte 19. Jahrhundert                                                                                   | Wirtschaftsgeschichtlich von Bedeutung, kleine Fachwerkscheune mit Lehmausfachung, Langständer, Relikt ländlicher Bauweise in einem ansonsten veränderten Ambiente | 08960457 |
|                                         | Wohnstallhaus (Umgebinde) | Ebersdorfer Weg 7 (Karte)                                                    | 18. Jahrhundert                                                                                             | Baugeschichtlich von Bedeutung, Langständerbau, Obergeschoss Fachwerk, wissenschaftlich-dokumentarischer Wert, verfallen | 08960465 |
| Direkt Bild zu diesem Denkmal hochladen | Portal eines Wohnhauses | Emil-Mitzscherlich-Weg 5 (Karte)                                             | Um 1800 | Handwerklich-künstlerisch von Bedeutung, hübsches Korbbogenportal | 08960423 |
| Direkt Bild zu diesem Denkmal hochladen | Friedenseiche und Gedenkstein | Ernst-Thälmann-Straße (Karte)                                                | 1871 oder etwas später                                                                                      | Baum gepflanzt als Erinnerung an den Deutsch-französischen Krieg 1870/71, die Jahreszahlen stehen auf dem Stein, ortsgeschichtlich von Bedeutung | 09306577 |
| Direkt Bild zu diesem Denkmal hochladen | Gasthaus Sächsischer Hof | Ernst-Thälmann-Straße 45 (Karte)                                             | Um 1895/1900                                                                                                | Straßenbildbestimmendes gründerzeitliches Gebäude mit zeittypischem Ornament, eines der wenigen im originalen Aussehen erhaltenen Beispiele dieser Bauart, baugeschichtlich und ortsgeschichtlich von Bedeutung | 08960460 |
| Direkt Bild zu diesem Denkmal hochladen | Wohnhaus | Ernst-Thälmann-Straße 46 (Karte)                                             | Um 1800 | Baugeschichtlich von Bedeutung, Obergeschoss Fachwerk in der Konstruktion erhalten, straßenbildprägend | 08960434 |
| Direkt Bild zu diesem Denkmal hochladen | Wohnhaus | Ernst-Thälmann-Straße 49 (Karte)                                             | Bezeichnet mit 1843                                                                                         | Baugeschichtlich von Bedeutung, Obergeschoss Fachwerk zweifarbig verschiefert; auenbildprägendes ländliches Wohnhaus | 08960432 |
| Direkt Bild zu diesem Denkmal hochladen | Bienenhaus | Ernst-Thälmann-Straße 58 (bei) (Karte)                                       | 1932 | Laubenartiger Bau mit Schweizerdach und Ziersprossenfenstern, mit zwei Flügeln, in denen Bienenkästen stehen, Seltenheitswert, dokumentarischer Charakter | 08960438 |
| Direkt Bild zu diesem Denkmal hochladen | Schule | Ernst-Thälmann-Straße 63 (Karte)                                             | Bezeichnet mit 1897 (Giebel)                                                                                | Roter gründerzeitlicher Backsteinbau mit Sandstein-Gliederung und -Ornamentik, klassizierender jüngerer Anbau, baugeschichtlich und ortshistorisch von Bedeutung | 08960426 |
| Direkt Bild zu diesem Denkmal hochladen | Wohnhaus | Ernst-Thälmann-Straße 66 (Karte)                                             | 1. Hälfte 19. Jahrhundert, womöglich älter                                                                  | Baugeschichtlich von Bedeutung, Obergeschoss Fachwerk zweifarbig verschiefert, in Konstruktion und Aussehen weitgehend erhalten, Relikt ursprünglicher ländlicher Bauweise in einem ansonsten gewandelten Kontext, straßenbildprägend | 08960427 |
| Direkt Bild zu diesem Denkmal hochladen | Wohnhaus mit integriertem Wirtschaftsteil | Ernst-Thälmann-Straße 72 (Karte)                                             | 1. Hälfte 19. Jahrhundert                                                                                   | Baugeschichtlich von Bedeutung, Obergeschoss Fachwerk, Relikt ursprünglicher ländlicher Bebauung in einem ansonsten veränderten Ambiente | 08960424 |
| Direkt Bild zu diesem Denkmal hochladen | Kriegerdenkmal für die Gefallenen des Ersten Weltkrieges | Ernst-Thälmann-Straße 75a (neben) (Karte)                                    | 1920er Jahre                                                                                                | Geschichtlich von Bedeutung, Monolith mit Inschrift und expressionistisch anmutender Bekrönung | 08960422 |
| Direkt Bild zu diesem Denkmal hochladen | Wohnmühlenhaus und zwei angebaute Seitengebäude (Mahlhaus, Scheune) eines Mühlengehöftes | Ernst-Thälmann-Straße 91 (Karte)                                             | Nach 1848                                                                                                   | Wohnmühlenhaus stattlicher, reich dekorierter Bau im Stil der Neorenaissance, architektonisch, technik- und ortshistorisch von Bedeutung | 08960420 |
| Direkt Bild zu diesem Denkmal hochladen | Friedhof Großschweidnitz (Sachgesamtheit) | Friedhofsweg (Karte)                                                         | Ende 19. Jahrhundert                                                                                        | Sachgesamtheit Friedhof Großschweidnitz, mit folgenden Einzeldenkmalen: Kapelle und Gedenkstätte (Skulptur) an die Euthanasie-Opfer des Faschismus (siehe Einzeldenkmalliste – Obj. 08960456) und dem gärtnerisch gestalteten Friedhof (Gartendenkmal); baugeschichtlich, künstlerisch und geschichtlich von Bedeutung, Erinnerungs- und Gedenkstätte für die Opfer des Faschismus | 09303507 |
|                                         | Kapelle und Gedenkstätte (Skulptur) an die Euthanasie-Opfer des Faschismus (Einzeldenkmale zu ID-Nr. 09303507)                                                                                                | Friedhofsweg (Karte)                                                         | Nach 1900 (Friedhofskapelle); nach 1945 (Gedenkstätte)                                                      | Einzeldenkmale der Sachgesamtheit Friedhof Großschweidnitz; baugeschichtlich, künstlerisch und geschichtlich von Bedeutung, Erinnerungs- und Gedenkstätte für die Opfer des Faschismus | 08960456 |
| Direkt Bild zu diesem Denkmal hochladen | Scheune eines Gehöfts, davor Steindeckerbrücke | Gustav-Albert-Straße 2 (bei), gegenüber Ernst-Thälmann-Straße 48 (Karte)     | Um 1850 | Wirtschaftsgeschichtlich von Bedeutung, straßenbildprägende Fachwerkscheune mit Lehmfachung, in hohem Maße im ursprünglichen Aussehen erhalten, Granit-Steindeckerbrücke | 08960433 |
| Direkt Bild zu diesem Denkmal hochladen | Wohnstallhaus und Scheune eines Bauernhofes | Gustav-Albert-Straße 6 (Karte)                                               | Um 1850 | Bau- und wirtschaftsgeschichtlich von Bedeutung, Fachwerkgebäude, in Struktur und Konstruktion erhalten | 08960431 |
| Direkt Bild zu diesem Denkmal hochladen | Wohnstallhaus und Scheune eines Bauernhofes | Gustav-Albert-Straße 18 (Karte)                                              | Bezeichnet mit 1842                                                                                         | Baugeschichtlich und ortsbildprägend von Bedeutung, Fachwerkbauten eines im Ortsbild hervorstechenden Bauernhofes, Wohnstallhaus Fachwerk verschiefert | 08960437 |
| Direkt Bild zu diesem Denkmal hochladen | Wohnstallhaus und Scheune eines Bauernhofes | Gustav-Schmiedgen-Weg 4 (Karte)                                              | Um 1840 | Baugeschichtlich von Bedeutung, weitgehend im originalen Aussehen erhaltenes Ensemble von Fachwerkbauten | 08960421 |
| Direkt Bild zu diesem Denkmal hochladen | Bahnhof Neucunnersdorf auf der Gemarkung Großschweidnitz (Einzeldenkmal zu ID-Nr. 09302436) | Leinenindustrie 1 (Karte)                                                    | 1874 | Einzeldenkmal der Sachgesamtheit Bahnstrecke Zittau–Löbau; baugeschichtlich und verkehrsgeschichtlich von Bedeutung, Gebäude mit Anbau, Obergeschoss verbrettert | 08992546 |
| Direkt Bild zu diesem Denkmal hochladen | Wohnhaus | Leinenindustrie 10 (Karte)                                                   | Um 1905 | Baugeschichtlich von Bedeutung, an Langseite Fachwerk-Giebel, im Kontext mit benachbarter Textilfabrik Duncan entstanden | 08960455 |
| Direkt Bild zu diesem Denkmal hochladen | Jüttlermühle; Wohnmühlenhaus und zwei Seitengebäude sowie Hofpflasterung eines Mühlengehöftes | Mühlweg 7 (Karte)                                                            | Bezeichnet mit 1845                                                                                         | Ein in seiner Struktur erhaltenes und ortsgeschichtlich bedeutendes Mühlenanwesen | 08960461 |
| Direkt Bild zu diesem Denkmal hochladen | Wohnhaus und Seitengebäude eines Zweiseithofes, ehemalige Schmiede | Schmiedegasse 2 (Karte)                                                      | Bezeichnet mit 1825                                                                                         | Wohnhaus Obergeschoss Fachwerk (teilweise zweifarbig verschiefert) und schöner Türstock, Ensemble von großer ortsbildprägender Wirkung und ortshistorischer Bedeutung | 08960435 |
| Direkt Bild zu diesem Denkmal hochladen | Wohnhaus, ehemals Schmiede | Steinweg 17 (Karte)                                                          | 1. Hälfte 19. Jahrhundert                                                                                   | Baugeschichtlich und ortsgeschichtlich von Bedeutung, Obergeschoss Fachwerk zweifarbig verschiefert, straßenbildprägendes Gebäude, wahrscheinlich im Zusammenhang mit der Trassierung der Straße nach Löbau entstanden | 08960459 |
| Weitere Bilder                          | Rittergut Großschweidnitz (Sachgesamtheit) | Straße der Einheit 1, 3 (Karte)                                              | 18. Jahrhundert                                                                                             | Sachgesamtheit Rittergut Großschweidnitz, mit folgenden Einzeldenkmalen: Herrenhaus, Sonnenuhr vor dem Herrenhaus, Gebäude des Wirtschaftshofes, Einfriedung und Torpfosten sowie Bogenbrücke über die Litte im Gutspark (siehe Einzeldenkmalliste – Obj. 08960444), weiterhin der Gutspark (Gartendenkmal); baugeschichtlich von Bedeutung, Herrenhaus im Kern Barock, mit Neorenaissancegiebel, Park als Landschaftspark im Littetal, Wegesystem in wassergebundener Decke im originalen Verlauf, drei Brücken über die Litte, Altbaumbestand aus Buchen und Eichen, zentraler Wiesenraum mit umgebendem Gehölzbestand, teilweise Bachmauern in Naturstein, ortshistorisch bedeutende Anlage                                                                                      | 09303453 |
| Weitere Bilder                          | Herrenhaus, Sonnenuhr vor dem Herrenhaus, Gebäude des Wirtschaftshofes, Einfriedung und Torpfosten sowie Bogenbrücke über die Litte im Gutspark (Einzeldenkmale zu ID-Nr. 09303453)                           | Straße der Einheit 1, 3 (Karte)                                              | 1755, Umbau 1882 (Herrenhaus); 2. Hälfte 19. Jahrhundert (Wirtschaftsgebäude); bezeichnet mit 1912 (Brücke) | Einzeldenkmale der Sachgesamtheit Rittergut Großschweidnitz; Herrenhaus mit Neorenaissancegiebel, baugeschichtlich von Bedeutung, Herrenhaus im Kern Barock, ortshistorisch bedeutende Anlage | 08960444 |
|                                         | Straßenbrücke über das Löbauer Wasser | Thomas-Müntzer-Straße (nahe Nr. 1) (Karte)                                   | 19. Jahrhundert                                                                                             | Baugeschichtlich von Bedeutung, Granit-Bogenbrücke | 08960463 |
| Direkt Bild zu diesem Denkmal hochladen | Wohnhaus | Thomas-Müntzer-Straße 2 (Karte)                                              | Um 1850 | Baugeschichtlich von Bedeutung, Obergeschoss Fachwerk, einfaches Beispiel ostsächsischer Holzbauweise | 08960462 |
| Direkt Bild zu diesem Denkmal hochladen | Scheune (Rittergut Kleinschweidnitz) | Thomas-Müntzer-Straße 8 (Karte)                                              | 1926 | Großes gebrochenes Dach, als Bestandteil des Rittergutes bau- und ortsgeschichtliche Bedeutung | 09306483 |
| Weitere Bilder                          | Neues Herrenhaus, Park und Brunnenring hinter dem neuen Herrenhaus | Thomas-Müntzer-Straße 9 (Karte)                                              | Um 1880 | baugeschichtliche und ortshistorische Bedeutung, das Neue Herrenhaus im Stile der Zeit um 1880 | 08960464 |
| Direkt Bild zu diesem Denkmal hochladen | Wohnhaus (Umgebinde) | Vierhäuserweg 6 (Karte)                                                      | 1. Hälfte 19. Jahrhundert                                                                                   | Baugeschichtlich von Bedeutung, Obergeschoss und Giebel Fachwerk verbrettert, ortsbildprägend, eines der wenigen Umgebindehäuser im Ort | 08960430 |

## Streichungen von der Denkmalliste
| Bild                                    | Bezeichnung | Lage                                                      | Datierung                                                                                               | Beschreibung | ID       |
| --------------------------------------- | --- | --------------------------------------------------------- | --- | --- | -------- |
| Direkt Bild zu diesem Denkmal hochladen | Durchlass neben (östlich) der Fernverkehrsstraße und südlich der Bahnstrecke (Einzeldenkmal zu ID-Nr. 09302436) | (Flurstück 614) (Karte)                                   | 1848 eröffnet                                                                                           | Einzeldenkmal der Sachgesamtheit Bahnstrecke Zittau–Löbau; verkehrsgeschichtlich von Bedeutung, ein kleiner Bogen über ein kleines Gewässer; nach 2014 von der Denkmalliste gestrichen | 08992547 |
| Direkt Bild zu diesem Denkmal hochladen | Wohnhaus | Brückengasse 3 (Karte)                                    | Um 1850                                                                                                 | Baugeschichtlich von Bedeutung, Obergeschoss Fachwerk, Beispiel regionaltypischer ländlicher Holzbauweise; nach 2014 von der Denkmalliste gestrichen | 08960436 |
| Direkt Bild zu diesem Denkmal hochladen | Wohnhaus mit integriertem Wirtschaftsteil über winkelförmigem Grundriss                                         | Emil-Mitzscherlich-Weg 2 (Karte)                          | 1. Hälfte 19. Jahrhundert                                                                               | Baugeschichtlich von Bedeutung, Obergeschoss Fachwerk zum Teil verschiefert, Bestandteil der alten Auenbebauung in ursprünglich erhaltenem Aussehen; zwischen 2014 und 2016 abgerissen | 08960425 |
| Weitere Bilder                          | Rittergut Kleinschweidnitz (Sachgesamtheit)                                                                     | Thomas-Müntzer-Straße 4, 6, 8, 9 (Ziegeleiweg 7b) (Karte) | Altes Herrenhaus von 1750 (laut Gurlitt); um 1880 (neues Herrenhaus); bezeichnet mit 1926 (Gutsscheune) | Sachgesamtheit Rittergut Kleinschweidnitz, mit folgenden Einzeldenkmalen: Altes Herrenhaus (Nr. 6), Neues Herrenhaus (Nr. 9), Wirtschaftsgebäude am alten Herrenhaus (Nr. 6), Scheune (Nr. 8) und Einfriedungsmauer (bei Ziegeleiweg 7b und bei Thomas-Müntzer-Straße 4) (siehe auch Einzeldenkmalliste – Obj. 08960464), weiterhin als Sachgesamtheitsteil Nebengebäude (Nr. 4) und der Gutspark (Gartendenkmal) mit Brunnenring hinter dem neuen Herrenhaus; ortshistorische Bedeutung, das Alte Herrenhaus mit Segmentbogenportal, das Neue Herrenhaus historistisch. Nach 2014 von der Denkmalliste gestrichen. Neues Herrenhaus mit Mittelrisalit (Rundbogengiebel), Pilastergliederung, Rundbogenfenster, sechs Wappen, altes Türblatt, alte Sprossung; Altes Herrenhaus mit gebrochenem Dach, Obergeschoss Fachwerk verputzt (?). Fenster Obergeschoss in originaler Größe, profiliertes Türgewände mit Schlussstein; Scheune in seltener Rundholz-Konstruktion, gebrochenes Dach mit Krüppelwalm; Nebengebäude (Nr. 4) ist überformt. | 09302435 |

## Tabellenlegende
- Bild: Bild des Kulturdenkmals, ggf. zusätzlich mit einem Link zu weiteren Fotos des Kulturdenkmals im Medienarchiv Wikimedia Commons. Wenn man auf das Kamerasymbol klickt, können Fotos zu Kulturdenkmalen aus dieser Liste hochgeladen werden:
- Bezeichnung: Denkmalgeschützte Objekte und ggf. Bauwerksname des Kulturdenkmals
- Lage: Straßenname und Hausnummer oder Flurstücknummer des Kulturdenkmals. Die Grundsortierung der Liste erfolgt nach dieser Adresse. Der Link (Karte) führt zu verschiedenen Kartendiensten mit der Position des Kulturdenkmals. Fehlt dieser Link, wurden die Koordinaten noch nicht eingetragen. Sind diese bekannt, können sie über ein Tool mit einer Kartenansicht einfach nachgetragen werden. In dieser Kartenansicht sind Kulturdenkmale ohne Koordinaten mit einem roten bzw. orangen Marker dargestellt und können durch Verschieben auf die richtige Position in der Karte mit Koordinaten versehen werden. Kulturdenkmale ohne Bild sind an einem blauen bzw. roten Marker erkennbar.
- Datierung: Baubeginn, Fertigstellung, Datum der Erstnennung oder grobe zeitliche Einordnung entsprechend des Eintrags in der sächsischen Denkmaldatenbank
- Beschreibung: Kurzcharakteristik des Kulturdenkmals entsprechend des Eintrags in der sächsischen Denkmaldatenbank, ggf. ergänzt durch die dort nur selten veröffentlichten Erfassungstexte oder zusätzliche Informationen
- ID: Vom Landesamt für Denkmalpflege Sachsen vergebene, das Kulturdenkmal eindeutig identifizierende Objekt-Nummer. Der Link führt zum PDF-Denkmaldokument des Landesamtes für Denkmalpflege Sachsen. Bei ehemaligen Kulturdenkmalen können die Objektnummern unbekannt sein und deshalb fehlen bzw. die Links von aus der Datenbank entfernten Objektnummern ins Leere führen. Ein ggf. vorhandenes Icon  führt zu den Angaben des Kulturdenkmals bei Wikidata.